# Jihlava (distrito)
Jihlava é um distrito da República Checa na região de Vysočina, com uma área de 1199 km² com uma população de 108.413 habitantes (2002) e com uma densidade populacional de 90 hab/km².